# Бистар
Бистар (буг. Бистър) је насеље у Србији у општини Босилеград у Пчињском округу. Према попису из 2022. било је 65 становника.
Овде се налази Црква апостола Филипа у Бистару.

## Демографија према попису из 2002. године
У насељу Бистар живи 141 пунолетни становник, а просечна старост становништва износи 40,9 година (40,6 код мушкараца и 41,2 код жена). У насељу има 64 домаћинства, а просечан број чланова по домаћинству је 2,72.
Ово насеље је већински насељено Бугарима (према попису из 2002. године), а у последња три пописа, примећен је пад у броју становника.
|  |

| Демографија | Демографија | Демографија |
| Година      | Становника  | Становника  |
| ----------- | ----------- | ----------- |
| 1948.       | 432         |             |
| 1953.       | 461         |             |
| 1961.       | 417         |             |
| 1971.       | 375         |             |
| 1981.       | 333         |             |
| 1991.       | 226         | 226         |
| 2002.       | 174         | 178         |
| 2011.       | 107         |             |
| 2022.       | 65          |             |

| Етнички састав према попису из 2002.‍ | Етнички састав према попису из 2002.‍ | Етнички састав према попису из 2002.‍ | Етнички састав према попису из 2002.‍ | Етнички састав према попису из 2002.‍ |
| ------------------------------------ | ------------------------------------ | ------------------------------------ | ------------------------------------ | ------------------------------------ |
|                                      |                                      |                                      |                                      |                                      |
| Бугари                               | Бугари                               |                                      | 123                                  | 70,68%                               |
| Срби                                 | Срби                                 |                                      | 33                                   | 18,96%                               |
| неизјашњени                          | неизјашњени                          |                                      | 18                                   | 10,34%                               |

| Година пописа     | 1948. | 1953. | 1961. | 1971. | 1981. | 1991. | 2002. |
| ----------------- | ----- | ----- | ----- | ----- | ----- | ----- | ----- |
| Број домаћинстава | 84    | 96    | 101   | 89    | 88    | 72    | 64    |

| Број чланова      | 1  | 2  | 3 | 4 | 5 | 6 | 7 | 8 | 9 | 10 и више | Просек |
| ----------------- | -- | -- | - | - | - | - | - | - | - | --------- | ------ |
| Број домаћинстава | 20 | 17 | 8 | 7 | 7 | 2 | 3 | 0 | 0 | 0         | 2,72   |

| Пол    | Укупно | Неожењен/Неудата | Ожењен/Удата | Удовац/Удовица | Разведен/Разведена | Непознато |
| ------ | ------ | ---------------- | ------------ | -------------- | ------------------ | --------- |
| Мушки  | 67     | 22               | 38           | 6              | 1                  | 0         |
| Женски | 77     | 14               | 40           | 21             | 2                  | 0         |
| УКУПНО | 144    | 36               | 78           | 27             | 3                  | 0         |

| Пол    | Укупно                    | Пољопривреда, лов и шумарство | Рибарство                            | Вађење руде и камена | Прерађивачка индустрија       |
| ------ | ------------------------- | ----------------------------- | ------------------------------------ | -------------------- | ----------------------------- |
| Мушки  | 40                        | 23                            | 0                                    | 1                    | 2                             |
| Женски | 24                        | 15                            | 0                                    | 0                    | 3                             |
| УКУПНО | 64                        | 38                            | 0                                    | 1                    | 5                             |
| Пол    | Производња и снабдевање   | Грађевинарство                | Трговина                             | Хотели и ресторани   | Саобраћај, складиштење и везе |
| Мушки  | 1                         | 4                             | 2                                    | 0                    | 2                             |
| Женски | 0                         | 0                             | 2                                    | 1                    | 0                             |
| УКУПНО | 1                         | 4                             | 4                                    | 1                    | 2                             |
| Пол    | Финансијско посредовање   | Некретнине                    | Државна управа и одбрана             | Образовање           | Здравствени и социјални рад   |
| Мушки  | 1                         | 0                             | 1                                    | 3                    | 0                             |
| Женски | 0                         | 0                             | 0                                    | 2                    | 0                             |
| УКУПНО | 1                         | 0                             | 1                                    | 5                    | 0                             |
| Пол    | Остале услужне активности | Приватна домаћинства          | Екстериторијалне организације и тела | Непознато            | Непознато                     |
| Мушки  | 0                         | 0                             | 0                                    | 0                    | 0                             |
| Женски | 1                         | 0                             | 0                                    | 0                    | 0                             |
| УКУПНО | 1                         | 0                             | 0                                    | 0                    | 0                             |